# Умершие в декабре 2010 года
Это список известных людей, соответствующих установленным критериям значимости (см. Википедия:Критерии значимости персоналий), умерших в декабре 2010 года.
Причина смерти указывается лишь в исключительных случаях (убийство, самоубийство, гибель в результате военных действий, смертная казнь, ДТП или несчастные случаи). В остальных случаях — не указывается.

## 1 декабря
- Блаау, Адриан (96) — нидерландский астроном, член Нидерландской королевской АН (1963)[1].
- Джаноян, Джаник Арташесович (82) — министр финансов Армении (1975—1993)[2].
- Костыря, Анатолий Арсентьевич (56) — доктор исторических наук, профессор, академик Международной Кадровой Академии, исследователь войны в Афганистане[3].
- Хофманн, Петер (66) — немецкий оперный певец[4].

## 2 декабря
- Бахори, Абдумалик (82) — таджикский поэт, писатель и драматург; народный поэт Таджикистана[5].
- Джордано, Микеле (80) — кардинал, архиепископ Неаполя (1987—2006)[6].
- Ли Хуань (93) — премьер-министр Тайваня (1989—1990)[7].

## 3 декабря
- Дельгадо, Хосе Рамос (75) — аргентинский футболист и тренер, игрок национальной сборной (1958—1965)[8].
- Кюэно, Юг Адемар (108) — швейцарский певец (тенор)[9].

## 4 декабря
- Зинкевич, Мария Мироновна (86) — советская актриса театра и кино, заслуженная артистка Белорусской ССР. [www.kino-teatr.ru/kino/acter/w/sov/38510/bio/]

## 5 декабря
- Борисов, Борис Николаевич (63) — советский и российский артист театра и кино. [www.kino-teatr.ru/kino/acter/m/sov/530/bio/]
- Бурзиев, Шамиль Гасанович (25) — российский футболист, игрок «Анжи» (Махачкала); автокатастрофа[10].
- Мирон Винер — советский волейболист и волейбольный тренер.
- Гропянов, Евгений Валерианович (67) — российский писатель, председатель Камчатской писательской организации Союза писателей России[11].
- Кожевников, Анатолий Леонидович (93) — Герой Советского Союза.
- Марголиус Ковали, Хеда (англ.[англ.], 91) — чешская переводчица и мемуаристка, вдова Рудольфа Марголиуса (англ.[англ.]).en:Heda Margolius Kovály
- Мередов, Нурмухаммед (38) — туркменский музыкант, вокалист, автор и исполнитель эстрадных и народных песен.tk:Nury Meredow
- Попович, Константин Федорович (86) — академик Академии наук Республики Молдова, член Союза писателей Молдовы и Союза писателей Украины, член Союза журналистов Молдовы[12].

## 6 декабря
- Линн, Джеймс Томас (83) — министр жилищного строительства и городского хозяйства США (1973—1975); осложнение после инсульта[13].
- Лука, Серджиу (67) — американский скрипач; рак желчных путей[14].

## 7 декабря
- Ахеджак, Мурат Казбекович (48) — заместитель главы администрации Краснодарского края по вопросам внутренней политики (с 2002)[15].
- Вайро, Федерико (80) — аргентинский футболист и тренер, игрок национальной сборной (1955—1958)[16].
- Горбылёв, Александр Иванович (87) — бывший старший тренер, начальник футбольной команды «Динамо» (Минск)[17].
- Завальнюк, Леонид Андреевич (79) — российский поэт[18].
- Комарова, Татьяна Марковна (58) — российская журналистка и телеведущая[19].
- Самусик, Ольга (25) — белорусская певица и журналистка; пневмония[20].
- Спиженко, Юрий Прокопович (60) — министр здравоохранения Украины (1990—1993), академик Национальной академии медицинских наук Украины; инфаркт[21].
- Кари Тапио (65) — финский певец[22].

## 8 декабря
- Мурат Ахеджак (48) — заместитель главы администрации Краснодарского края.
- Алексей Римицан (64) — советский и российский поэт-песенник, автор многих популярных шлягеров.

## 9 декабря
- Лаврентьев, Владимир Сергеевич (59) — российский актёр и режиссёр, актёр Владимирского академического областного театра драмы имени А. В. Луначарского, заслуженный артист России; ДТП[23].
- Левин, Минель Иосифович (85) — советский и российский писатель[24].
- Муди, Джеймс (85) — американский джазовый саксофонист и флейтист; рак поджелудочной железы[25].
- Стрёмберг, Леннарт Торвальд (79) — финский гребец, чемпион Олимпийских игр в Хельсинки (1952) в гребле на каноэ-одиночке на 10000 м.[26]
- Тищенко, Борис Иванович (71) — российский композитор, лауреат Государственной премии России, профессор Санкт-Петербургской консерватории, народный артист РСФСР; рак[27]..
- Шилянский, Дов (86) — израильский политический и общественный деятель, председатель кнессета (1988—1992)[28].

## 10 декабря
- Варес, Эвальд Янович (85) — советский и украинский врач-стоматолог, учёный, доктор медицинских наук.
- Доминго, Марсель (86) — французский футболист и тренер, вратарь марсельского «Олимпика» (1956—1958)[29].
- Казначеев, Виктор Алексеевич (75) — министр социального обеспечения РСФСР (1988—1990)[30].
- Мезенцев, Виталий Васильевич (80) — неоднократный чемпион СССР по лыжным гонкам, участник Олимпийских игр 1964 и 1968 годов[31].
- Сватерс, Жак (84) — бельгийский автогонщик[32].
- Фенн, Джон Беннетт (93) — американский химик-аналитик, профессор, лауреат Нобелевской премии по химии 2002 года[33].

## 11 декабря
- Моджиньская, Уршуля (82) — польская актриса театра и кино[34].

## 12 декабря
- Латайнер, Джейкоб (англ.[англ.], 82) — американский пианист[35].
- Малендома, Тимоте (75) — премьер-министр Центральноафриканской республики (1992—1993)[36].
- Уокиншоу, Том (64) — шотландский автогонщик, бывший владелец нескольких команд «Формулы-1»; рак[37].

## 13 декабря
- Волстенхолм, Вулли (63) — британский музыкант, вокалист и клавишник прог-рок группы Barclay James Harvest, самоубийство[38].
- Джаббаров, Джуманияз (80) — народный поэт Узбекистана[39].
- Заливако, Олег Валерьевич (46) — российский музыкант, основатель группы «Белая гвардия»; оторвавшийся тромб[40].
- Моренте, Энрике (67) — испанский певец; осложнения после хирургической операции[41].
- Петухов, Григорий Иванович (74) — заместитель губернатора Челябинской области (1996—2010), народный депутат РСФСР (1990—1993)[42].
- Симкин, Сэм Хаимович (73) — российский поэт и переводчик с литовского и немецкого языков[43].
- Холбрук, Ричард (69) — американский дипломат; осложнение после хирургической операции[44].
- Щеголихин, Иван Павлович (83) — народный писатель Казахстана[45].

## 14 декабря
- Парк, Рут (93) — австралийская писательница которая родилась в Новой Зеландии.
- Ракутумаву, Паскаль (76) — премьер-министр Мадагаскара (1997—1998)[46].

## 15 декабря
- Бабичев, Владимир Степанович (71) — заместитель председателя Правительства Российской Федерации — руководитель Аппарата Правительства Российской Федерации (1996—1997); инфаркт[47].
- Бен Зайгер (34) — заключенный в тюрьме Аяллон в Рамле, Израиль и умер в заключении.
- Ганелина, Ирина Ефимовна (89) — врач, профессор Медицинской академии последипломного образования, создатель советской кардиореанимации; ДТП[48].
- Зоркальцев, Виктор Ильич (74) — первый секретарь Томского обкома КПСС (1986—1990), председатель Комитета по делам общественных объединений и религиозных организаций Государственной Думы РФ (1994—2003)[49].
- Пшихачев, Анас Мусаевич (43) — председатель Духовного управления мусульман Кабардино-Балкарии; убийство[50].
- Роллен, Жан (72) — французский режиссёр, сценарист, актёр, писатель[51].
- Эдвардс, Блейк (88) — американский режиссёр и сценарист; осложнения после воспаления лёгких[52].

## 16 декабря
- Заблудовский, Изиль Захарович (83) — артист театра (БДТ, Санкт-Петербург) и кино, народный артист России (2009). [www.kino-teatr.ru/teatr/acter/m/sov/1541/bio/]

## 17 декабря
- Лапицкий, Марк Исаакович (70) — российский ученый, историк, доктор исторических наук, профессор.
- Коутс, Ральф (64) — полузащитник сборной Англии и «Тоттенхэма»[53].
- Капитан Бифхарт (Дон ван Влиет) (69) — американский музыкант и художник; рассеянный склероз[54].
- Уманский, Михаил Маркович (58) — российский шахматист по игре по переписке[55].

## 18 декабря
- Барковская, Капитолина Григорьевна (90) — актриса Омского драматического театра, заслуженная артистка РСФСР[56].
- Буковски, Джон (86) — представитель Святого Престола в Российской Федерации (1994—2000)[57].
- Джеммер, Макс (95) — израильский физик и историк науки[58].
- Тассо Кавадиа (89) — греческая актриса театра и кино, журналистка, переводчица[59].
- Падоа-Скьоппа, Томмазо (70) — министр экономики и финансов Италии (2006—2008)[60].
- Ромийи, Жаклин де (97) — французский филолог и историк-эллинист, член Французской академии (1988)[61].

## 19 декабря
- Бодашко, Владимир Ефремович (64) — заслуженный тренер СССР по биатлону; сердечный приступ[62].
- Шестаков, Юрий Михайлович (61) — российский поэт, руководитель секции поэзии петербургского отделения Союза писателей России[63].
- Хоринская, Елена Евгеньевна (101) — российская поэтесса, делегат I съезда Союза писателей СССР[64].
- Султанбаев, Кудайберген (63) — народный артист Казахстана; сердечный приступ[65].

## 20 декабря
- Базин, Виталий Васильевич (62) — советский и российский актёр театра и кино, народный артист России; самоубийство[66].
- Кадыров, Пиримкул (82) — народный писатель Узбекистана[67].
- Тимошенко, Олег Семёнович (78) — народный артист Украины, действительный член Национальной академии искусств Украины, академик-секретарь отделения музыкального искусства академии, профессор[68].

## 21 декабря
- Иванов, Анатолий Николаевич (73)
- Беарзот, Энцо (83) — итальянский футболист и футбольный тренер[69].
- Гажиу, Валериу Георгиевич (72) — советский молдавский режиссёр и сценарист, народный артист Молдовы (2010). [www.kino-teatr.ru/kino/director/sov/16263/bio/]
- Коваленко, Александр Александрович (34) — украинский футболист, игрок днепропетровского «Днепра» (1996—1998), донецкого «Шахтёра» (1998—1999); самоубийство[70].
- Миллионщикова, Вера Васильевна (67) — главный врач Первого Московского хосписа, основательница хосписного движения в России; обширная тромбоэмболия[71].

## 22 декабря
- Кокейн, Дэвид (68) — английский и австралийский физик.
- Путников, Георгий (49) — известный коллекционер и специалист по антиквариату, владелец галереи «Акварель», вице-президент Международной конфедерации антикваров и арт-дилеров[72].
- Раупова, Нигина (65) — таджикская певица, народная артистка Таджикистана; инфаркт[73].
- Туманишвили, Михаил Иосифович (75) — советский и российский кинорежиссёр[74].
- Шамант, Жан (97) — французский политический деятель, государственный секретарь по иностранным делам (1955—1956), министр транспорта (1967—1968, 1969, 1971—1972)[75].
- Шюрер, Герхард (89) — член Политбюро ЦК СЕПГ, председатель Госплана ГДР (1965—1989)[76].

## 23 декабря
- Ковалёв, Александр Митрофанович (87) — советский и российский учёный-философ[77].

## 24 декабря
- Мюнк, Франс де (88) — нидерландский футболист, один из вратарей национальной сборной (1949—1960)[78].
- Желтов, Константин Александрович (88) — советский учёный, физик-ядерщик, лауреат Ленинской премии (1960)[79].
- Ольшанский, Валентин Владиславович (63) — советский футболист, тренер, судья; бывший игрок и тренер саратовского «Сокола»[80].
- Старунский, Юрий Васильевич (65) — советский волейболист, волейбольный тренер, двукратный призёр Олимпийских игр (1972, 1976)[81].
- Сухарев, Александр Иванович (79) — учёный-социолог, ректор Мордовского государственного университета (1969—1991)[82].
- Тамберг, Эйно Мартинович (80) — эстонский советский композитор[83].
- Шойхет, Семён Михайлович (69) — молдавский и советский архитектор.

## 25 декабря
- Васюшкин, Александр Геннадьевич (65) — мастер спорта международного класса, чемпион СССР, обладатель кубка Европы по боксу[84].
- Перес, Карлос Андрес (88) — президент Венесуэлы (1974—1979, 1988—1993); сердечный приступ[85].

## 26 декабря
- Бланко, Сальвадор Хорхе (84) — президент Доминиканской Республики (1982—1986)[86].
- Гиорсо, Альберт (95) — американский физик и химик[87].
- Джонс, Билл (89) — британский футболист, игрок английского «Ливерпуля» (1938—1954)[88].
- Дойл, Джеральдин (86) — американская модель, послужившая натурщицей при создании плаката «We can do it!»[89].
- Ерицян, Ким Андроникович (80) — народный артист Армении[90].
- Климов, Борис Николаевич (78) — заведующий кафедрой физики полупроводников факультета нано- и биомедицинских технологий Саратовского государственного университета, доктор технических наук, профессор[91].
- Тина Мари (54) — американская певица, исполнительница соула, автор песен, ритм-гитаристка, клавишница и музыкальный продюсер; умерла во сне (причины смерти неизвестны)[92].

## 27 декабря
- Волков, Геннадий Никандрович (83) — действительный член РАО, доктор педагогических наук, профессор, чувашский этнопедагог[93].
- Джамиль Гулиев (83) — советский и азербайджанский историк и политик. Доктор исторических наук, профессор, академик НАН Азербайджана.
- Деменцев, Виктор Владимирович (92) — Председатель правления Госбанка СССР (1986—1987)[94].
- Краснопольская, Татьяна Сергеевна (61) — актриса Воронежского академического театра драмы им. Алексея Кольцова, народная артистка России[95].

## 28 декабря
- Вардунас, Владимир Аркадьевич (53) — российский сценарист и драматург; инсульт[96].
- Такаминэ, Хидэко (86) — японская актриса[97].
- Тейлор, Билли (89) — джазовый пианист и композитор; сердечный приступ[98].

## 29 декабря
- Герасимов, Владимир Дмитриевич (88) — Полный кавалер ордена Славы.
- Коэн, Ави (54) — израильский футболист и тренер, игрок национальной сборной (1976—1988); последствия травмы, полученной в ДТП[99].
- Маргелов, Василий Васильевич (65) — разведчик и журналист-востоковед, сын создателя ВДВ Василия Маргелова; обширный инфаркт[100].
- Ошеров, Дмитрий Владимирович (37) — российский актёр театра и кино; несчастный случай. [www.kino-teatr.ru/kino/acter/m/ros/3214/bio/]
- Пушкин, Николай Петрович (92) — Герой Советского Союза.

## 30 декабря
- Гирскис, Римас (61) — литовский баскетболист и тренер, наставник украинского «Азовмаша» (2004—2009)[101].
- Залудяк, Николай Иванович (69) — председатель Полтавской областной государственной администрации (1995—1998)[102].
- Кларк, Эллис (93) — генерал-губернатор (1973—1976), президент Тринидада и Тобаго (1976—1987)[103].
- Колчин, Павел Константинович (80) — советский лыжник, заслуженный мастер спорта СССР, чемпион Олимпийских игр 1956 года, заслуженный тренер СССР[104].
- Милликен, Роджер (95) — американский миллиардер, владелец текстильной компании «Milliken & Co.»[105].
- Фаррелл, Бобби (61) — диджей, танцор, бэк-вокалист, более известный как солист группы Boney M[106].
- Якубов, Илья Аврумович (93) — корреспондент газеты «Известия»[107]

## 31 декабря
- Коренченко, Рем Александрович (84) — советский экономист, партийный и советский деятель.
- Кравцова, Людмила Александровна (63) — советская и российская актриса театра и кино, народная артистка России[108].
- Оскарссон, Пер (83) — шведский киноактёр, приз за лучшую мужскую роль Каннского кинофестиваля (1966); погиб при пожаре[109].